# تپه کینی چمن
تپه کینی چمن مربوط به دوران پیش از تاریخ ایران باستان است و در شهرستان هرسین، روستای سراب بادیه سفلی واقع شده و این اثر در تاریخ ۱۰ دی ۱۳۸۱ با شمارهٔ ثبت ۶۹۸۸ به‌عنوان یکی از آثار ملی ایران به ثبت رسیده است.